# Arath de la Torre
Arath de la Torre Balmaceda (Cancún, 20 de março de 1975) é um ator mexicano de telenovelas.

## Biografia
Arath começou sua carreira de ator aos 17 anos de idade, para isso deixou sua cidade natal Cancún para estudar no CEA (Centro de Educación Artística) da Televisa, na Cidade de México. Em 1996 fez sua estreia na telenovela Tú y yo no ano de 1996. O jovem ator desde então se destacou por seu sentido de humor e capacidade de interpretar vários tipos de personagens. Ele é irmão maior de Ulises de la Torre, que também é um ator e comediante.
Mas foi na telenovela Amigas y rivales no ano de 2001 que Arath ficou mais conhecido, inclusive internacionalmente onde interpretou o protagonista Roberto Jr, nessa telenovela ele contracenou com atores já reconhecidos como Eric del Castillo, e Ludwika Paleta. Suas únicas telenovelas exibidas no Brasil foram Amigas y rivales e Alegrijes y rebujos de 2003, onde interpretou o personagem Matias Sanchez, ambas foram ao ar pelo SBT.
Arath já namorou a atriz Angélica Vale, onde contracenou em Amigas y rivales, ela também é a Lety da telenovela A Feia Mais Bela, que também foi exibida no Brasil, e participou de uma das edições do Big Brother VIP Mexicano.
Arath tem uma filha chamada Gala com sua noiva Susy.
Em 2018 Arath se integra ao elenco de Mi marido tiene más familia onde interpreta o personagem "Pancho López"  o mesmo personagem que interpretou na telenovela Una familia con suerte em 2011.

## Filmografia

### Telenovelas
- El corazón nunca se equivoca (2019) ... Francisco "Pancho" López Fernández
- Mi marido tiene más familia (2018) ... Francisco "Pancho" López Fernández[2]
- Caer en Tentación (2017) ... Andrés Becker Acher
- Antes muerta que Lichita (2015) ... Roberto Duarte
- Porque el amor manda (2013) ... Francisco "Pancho" López Fernández
- Una familia con suerte (2011) ... Francisco "Pancho" López Fernández
- Zacatillo (2010) ... Carretino
- La fea más bella (2006) .... Jaimito Conde
- Alegrijes y rebujos (2004) .... Matias Sanchez
- Amigas y rivales (2001) .... Roberto de la O
- Cuento de Navidad (1999-2000) .... José / Bryan
- Soñadoras (1998-1999) .... Beto Roque
- Mi pequeña traviesa (1998) .... Hugo #2
- Salud, dinero y amor (1997-1998) .... Pancho
- Para toda la vida (1996) .... Amadeo
- Tu y yo as Javier (1996)
- La Paloma (1995)
- Caminos cruzados (1994) .... Rubén

### Séries e programas de televisão
- Los Simuladores (2008) .... Emilio Vargas
- La Hora de la Papa (2007) .... convidado
- La Parodia (2002-2007).... vários  personagens
- El Privilegio de Mandar (2005-2006) .... vários  personagens
- Chiquiti Bum (2006)
- Hoy (2000) .... convidado
- ¿Qué nos pasa? (1998-1999)
- Mujer, casos de la vida real (1997)

### Filmes
- Veritas, Prince of Truth (2006) .... Danny
- Inspiración (2004) .... Gabriel
- La tregua (2003) .... Esteban Santome
- Magos y gigantes (2002) .... Titan Caradura - voz